# قطار مونتي سانتو الجبلي المائل
قطار مونتي سانتو الجبلي المائل (بالإيطالية: Funicolare di Montesanto) هو قطار جبلي مائل يُعتبر واحدٌ من وسائل النقل العام في مدينة نابولي في إيطاليا. أفتتح في عام 1891، ويستخدمه أكثر من 4 ملايين مُسافر في السنة. للقطار ثلاثة محطات وهي «مورغان»، و«كورسو فيتوريو إيمانويل»، و«مونتي سانتو». تقع محطة مورغان على مسافةٍ قصيرة من ساحة فانفيتيلي التي يوجد فيها محطة ميترو.